# Gà Dorking

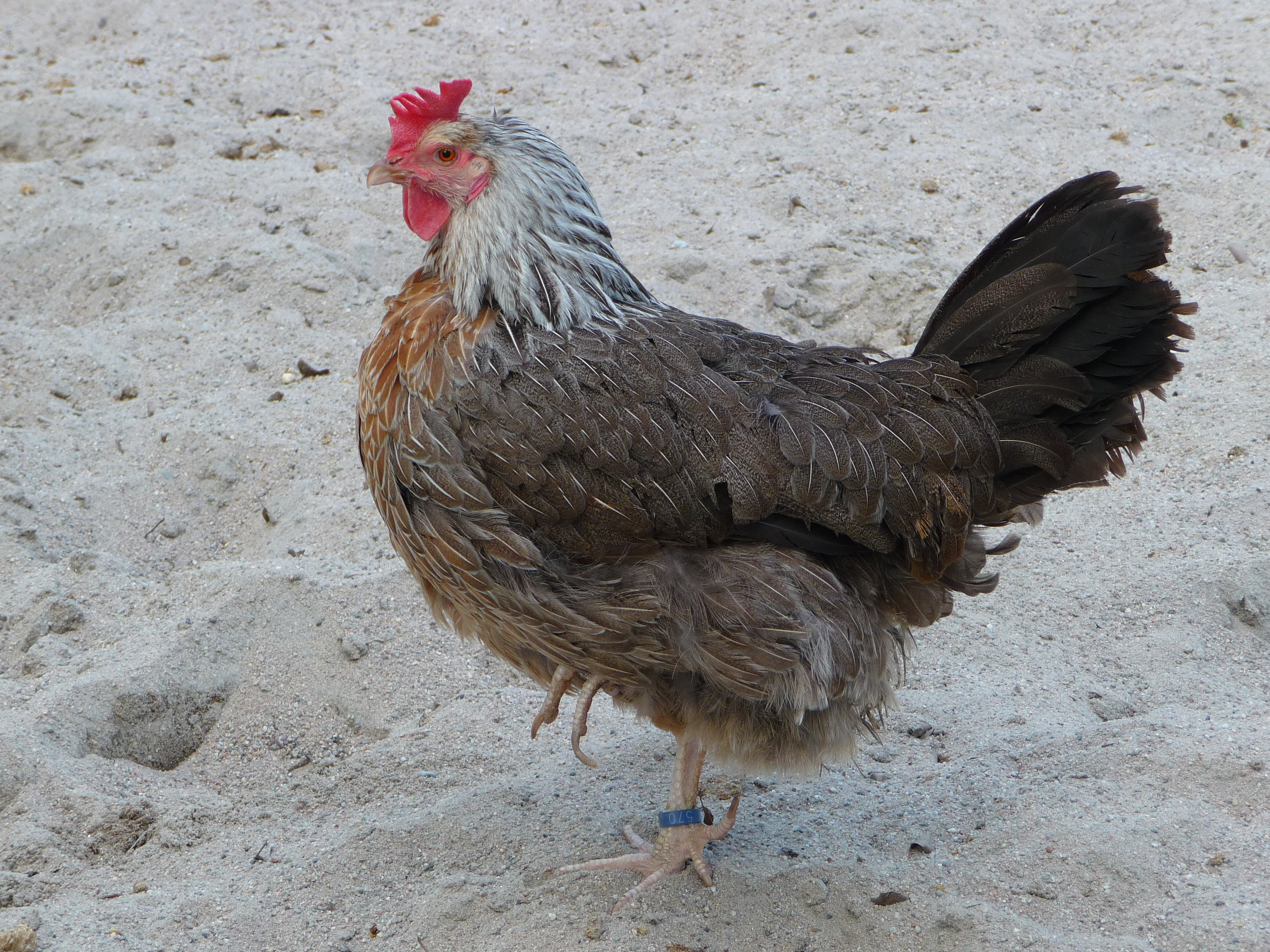
Một con gà Dorking mái

Gà Dorking là giống gà nội địa của Anh. Nó được đặt tên theo thị trấn Dorking, ở Surrey ở miền nam nước Anh. Chúng là một trong những giống gà lâu đời ở Anh. Đây là giống gà truyền thống được chăn nuôi để lấy thịt gà, ngày nay chúng còn được nuôi để làm gà kiểng.

## Đặc điểm
Dorking có thân hình chữ nhật với đôi chân ngắn, 5 chân. Như với tất cả các loại lược gia cầm, các điểm lược có thể yêu cầu bảo vệ trong thời tiết cực lạnh. Gà Dorking cũng được biết đến với tính linh hoạt của họ như là một giống cho cả trứng gà và lấy thịt. Nó là một trong số ít giống có dái tai đỏ tạo ra trứng trắng. Màu da bên dưới lông màu trắng.
Trọng lượng của giống gà này là 4,55–6,35 kg (10–14 lb) đối với gà trống, 3,60–5,00 kg (8–11 lb) đối với gà trống choai và 3,60–4,55 kg (8–10 lb) đối với gà mái. Có năm loại màu được công nhận: trắng, bạc xám, đỏ, tối và chim cu. Ba giống màu-màu bạc, xám và trắng đã được đưa vào Tiêu chuẩn hoàn hảo đầu tiên của Hiệp hội Gia cầm Mỹ năm 1874; màu đỏ được thêm vào năm 1995. Ba giống bantam-màu bạc, xám và hồng trắng-được thêm vào năm 1960.

## Lịch sử
Gà Dorking là một trong những giống gà lâu đời nhất của nước Anh. Đôi khi người ta gợi ý rằng nó có nguồn gốc từ gà năm ngón được người La Mã đưa đến Anh trong thế kỷ thứ nhất sau Công nguyên, nhưng không biết liệu người La Mã có mang theo gia cầm hay không. Nhà văn La Mã Columella, hoạt động tại thời điểm đó, đề cập đến gà mái năm ngón như là giống tốt nhất chúng được tính là hào phóng nhất có năm ngón chân.
Gà Dorking có nguồn gốc ở các quận nhà phía nam ở đông nam nước Anh, và được đặt tên theo thị trấn Dorking, ở Surrey, nơi những con gà được gửi đến các khu chợ của Luân Đôn. Đó là giống gà thịt chính yếu được cung cấp cho thành phố cho đến khi nó được hạ bệ bởi gà Sussex vào đầu thế kỷ XX; nó cũng trở nên phổ biến như một con gà triển lãm. Nó là một trong những giống được trưng bày tại triển lãm gia cầm đầu tiên, tại Sở thú Luân Đôn năm 1845.
Gà Dorking được đưa vào tiêu chuẩn gia cầm đầu tiên, Tiêu chuẩn xuất sắc trong gia cầm triển lãm, do William Bernhardt Tegetmeier biên soạn và xuất bản năm 1865 bởi Câu lạc bộ gia cầm nguyên thủy của Vương quốc Anh. Vào cuối thế kỷ XIX, các giống riêng biệt được hình thành cho các giống màu khác nhau; hai trong số này được hợp nhất thành Câu lạc bộ Dorking, và một câu lạc bộ Dorking Scotland cũng được thành lập. Vào khoảng thời gian Chiến tranh thế giới thứ hai, không ai trong số này vẫn hoạt động. Sự quan tâm đến giống gà đã giảm nhanh chóng và nó đã gần như tuyệt chủng. Câu lạc bộ Dorking được tái khởi động vào năm 1970.